# Escultura de Sant Jordi (Manresa)
L'Escultura de Sant Jordi és una obra del municipi de Manresa (Bages) inclosa en l'Inventari del Patrimoni Arquitectònic de Catalunya.

## Descripció
Escultura exempta de pedra, que representa a Sant Jordi amb el drac. La figura és rabassuda, musculosa i una mica amanerada. El drac no té pas l'aparença d'un animal ferotge, sinó més aviat la d'un de mans. Es tracta d'una reproducció augmentada d'un alt relleu. El canvi de dimensions de 70cm. a 230cm.
Juntament amb el fet d'obrar-se exempta, quan originàriament era un relleu, són elements que perjudiquen l'obra.

## Història
L'escultura de Sant Jordi és la reproducció augmentada d'un alt relleu obra de Francesc Sitjar, que guanyà un concurs convocat per la diputació de Barcelona l'any 1950.
Fou col·locada a l'emplaçament que avui es troba (plaça Sant Jordi) el 24-11-1981, en substitució d'una estàtua provisional coneguda popularment com "l'astronauta".